# Els androides somien xais elèctrics?
Els androides somien xais elèctrics? (en anglès: Do Androids Dream of Electric Sheep?) és una novel·la curta, que pertany al gènere de la ciència-ficció, escrita el 1968 per Philip K. Dick (1928-1982). La pel·lícula de ciència-ficció Blade Runner, dirigida per Ridley Scott el 1982, es basa en aquesta novel·la. Dick va morir aquell mateix any, abans que s'estrenés la pel·lícula.
L'acció se situa en un món cobert de pols radioactiva, després d'una guerra nuclear que ha matat gairebé tots els animals, per la qual cosa la gent té animals elèctrics. El protagonista és Rick Deckard, un expolicia i expert Blade Runner (a la novel·la no té aquest nom, sinó el de «caçador de bonificacions»), que ha d'eliminar un grup de Nexus 6 -androides d'última generació gairebé idèntics als éssers humans- que ha arribat fins a la Terra, fugint des d'una colònia espacial a causa de les terribles condicions de vida a què eren sotmesos.
La novel·la tracta temes com l'imprecís límit entre l'artificial i el natural, la decadència de la vida i la societat, i aborda diversos problemes ètics sobre els androides. També, atesa la seva estètica i les seves descripcions d'un món destruït i abandonat, i on la tecnologia és omnipresent, se la pot emmarcar en el gènere del cyberpunk.

## Conceptes i argument

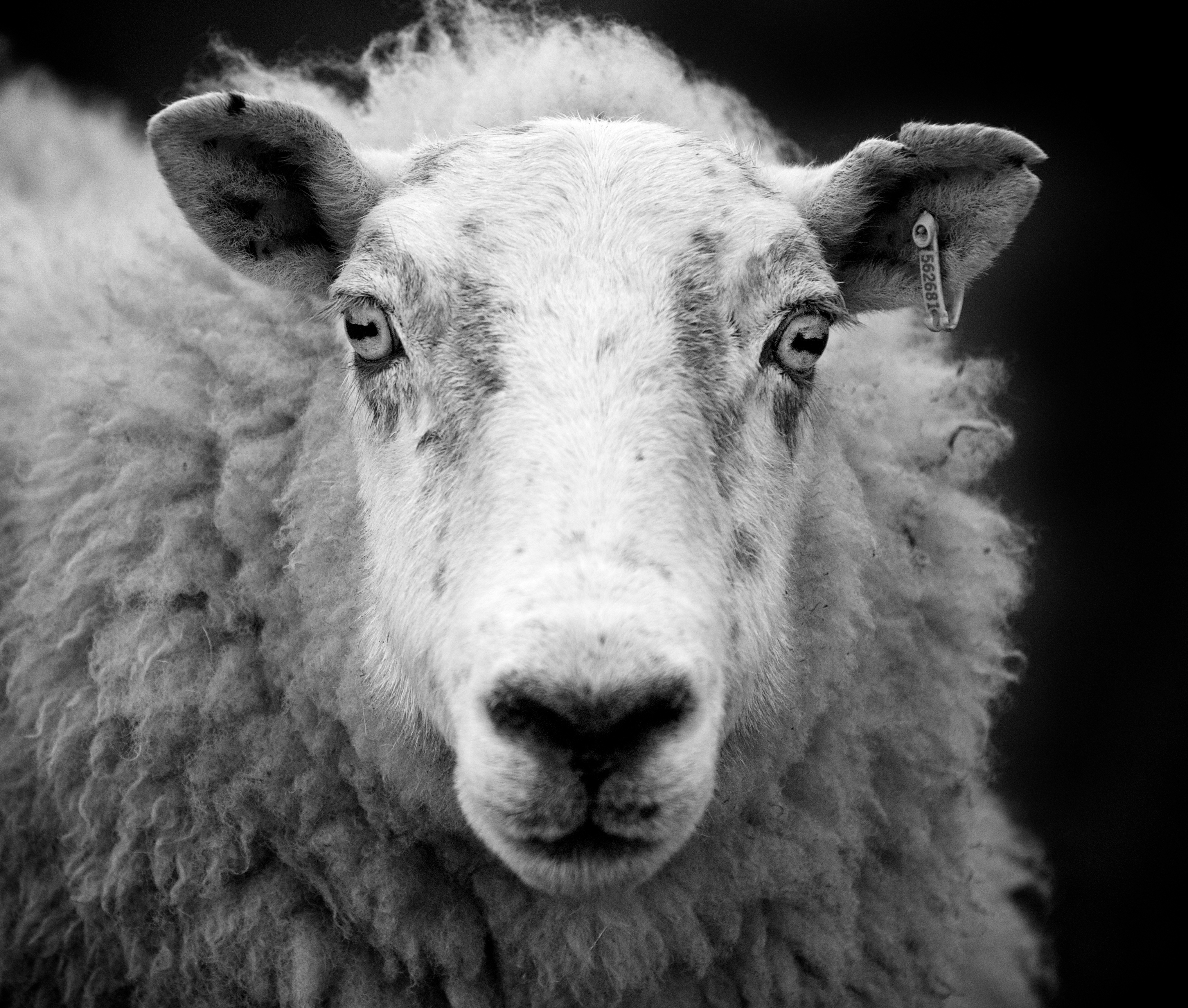
Rick Deckard posseeix una ovella elèctrica a la teulada del seu edifici. Al món del llibre, tenir i cuidar un animal real és considerat símbol d'alt estatus social.

Els androides somien xais elèctrics? transcorre el 1992 (2021 en algunes edicions més recents de la novel·la), diversos anys després de la pluja radioactiva provocada per la «Guerra Mundial Terminal», que va delmar gran part de la Terra. Aquesta pols radioactiva no havia estat prevista, i, tanmateix, s'havia anat estenent fins a incloure gran part del globus terrestre.
Com a conseqüència, les Nacions Unides encoratgen la gent a emigrar a colònies fora de la terra per a preservar la raça humana dels efectes de la pols radioactiva. L'ONU utilitza mitjans com la televisió per promoure l'emigració, mitjançant frases com «Emigra o degenera! Tria!». Un dels incentius és que cada família que decideixi emigrar rebrà un androide servent fet a mida (també anomenats despectivament «andrills»). A la novel·la el terme «androide» és usat generalment per referir-se a éssers artificials de composició biològica -«androide orgànic» segons el llibre-, tanmateix, en la ciència-ficció moderna el terme ha arribat a significar màquines no-biològiques, com els «droides» de «Star Wars».
Les persones que romanen a la terra viuen en ciutats caòtiques on la radiació causa malalties i fa malbé els seus gens. Tots els animals estan en perill d'extinció: la pols radioactiva ha matat tots els ocells i delmat les altres espècies animals.
Tenir i cuidar un animal es considera una virtut cívica i un símbol d'estatus social, segons la raresa de l'espècie. Els animals es compren i venen prenent com a referència l'últim número de la revista Sydney d'ocells i animals; els animals extints hi figuren amb el preu del darrer exemplar venut. Algunes persones que no es poden pagar un animal verdader trien de comprar-ne un d'artificial per a mantenir llur posició social. El protagonista de la història, Rick Deckard, tenia una ovella que va morir de tètanus i la va reemplaçar per una rèplica elèctrica de l'animal per a salvar les aparences. Les empreses encarregades de crear, reparar i atendre animals elèctrics gaudeixen de popularitat en aquesta societat. Demanar si l'animal del veí és elèctric es considera tabú, una falta molt greu de cortesia, més encara que esbrinar si les dents, els cabells o els òrgans interns d'una persona són genuïns.
Els androides són usats en colònies humanes, principalment la de Mart, però molts fugen a la Terra per escapar de la solitud de Mart i per ser lliures de l'esclavitud a què els sotmeten els humans. Se'ls fabrica amb elements completament orgànics i són físicament indistingibles de les persones. Caçadors de recompenses, com Deckard, rastregen i «retiren» androides fugitius, que generalment es fan passar per humans. Es fa una anàlisi de medul·la al cos de cada androide "retirat" per a comprovar que no hagi assassinat una persona. A causa de diferències en el nervi vague, un androide pot suïcidar-se simplement contenint la respiració.
Un altre dels instruments de la novel·la és l'«Òrgan d'Ànims Penfield», anomenat així pel neuròleg Wilder Penfield, que indueix emocions en els usuaris. L'usuari pot marcar un nombre i experimentar de forma automàtica cert humor o emoció. Alguns exemples: «Consciència de les múltiples possibilitats que el futur m'ofereix» (481), «Reconeixement satisfactori de la saviesa superior del marit en tots els temes» (594), «Desigs de mirar la televisió, tant se val què hi hagi» (888) i «Desig de marcar» (3). Molts usuaris tenen un programa diari d'estats d'ànim.
La icona cultural més significativa de la terra és l'«Amic Buster», el jove presentador del programa d'entrevistes. Buster ataca sovint en els seus programes el mercerisme.

### Test Voight-Kampff
El test Voight-Kampff, al film Blade Runner i a la novel·la, és un sistema per a distingir un ésser humà d'un replicant, mitjançant la formulació d'una sèrie de preguntes dirigides a detectar l'absència d'emocions.
El test mesura l'activitat cerebral i el moviment dels ulls en resposta a estímuls emocionals, molts dels quals impliquen maltractament dels animals. Com que els androides no poden sentir empatia, llur resposta emocional és diferent de la dels éssers humans. El test de Boneli, més simple, mesura la velocitat de repòs de l'arc reflex que es produeix en els ganglis superiors de la columna vertebral.
Els caçadors de recompenses apliquen el test d'empatia de Voight-Kampff per a diferenciar humans d'androides.

### Mercerisme

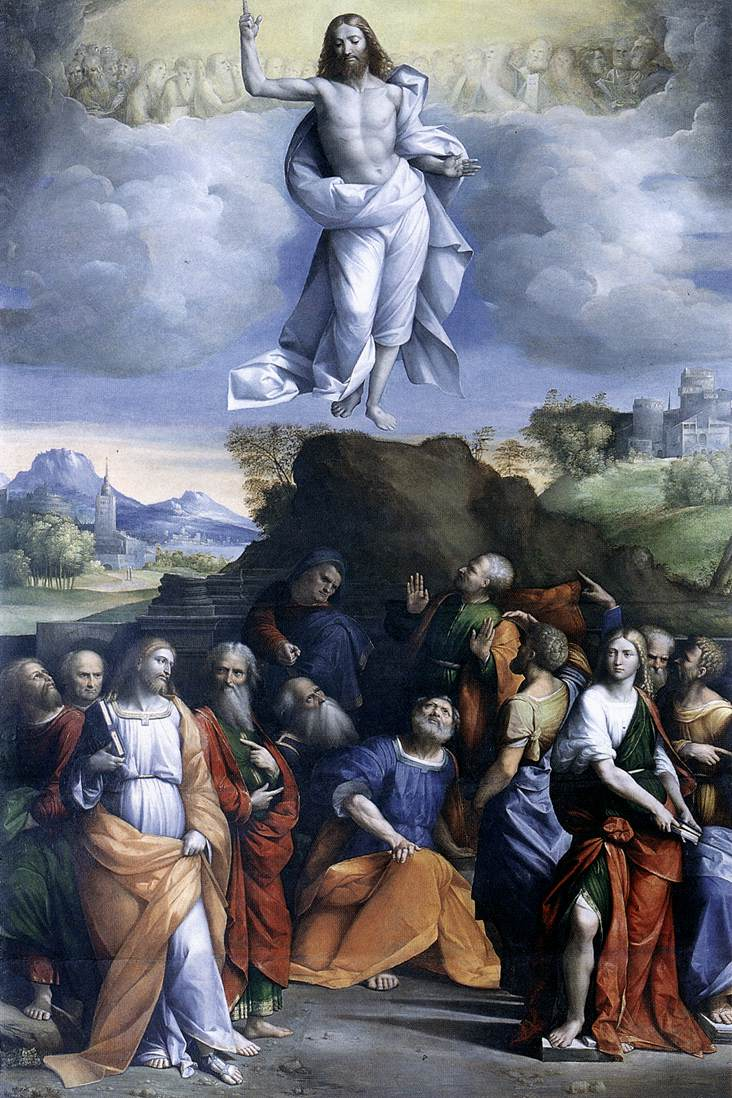
El personatge de Mercer ha estat relacionat amb la figura cristiana de Jesucrist.

El mercerisme és un prominent moviment religiós/filosòfic de la terra. El moviment es basa en la història de Wilbur Mercer, un home que va viure abans de la Guerra. Els seguidors del mercerisme agafen les nanses d'una «caixa d'empatia» que funciona amb electricitat, mentre observen un monitor que mostra patrons aparentment sense sentit fins que s'agafen els mànecs. Després d'un curt interval, l'usuari se sent transportat al món de Wilbur Mercer, on submergeix la seva ment en una experiència compartida amb tots els que fan servir una caixa d'empatia en aquell moment.
El mercerisme barreja el concepte d'una deïtat amb un cicle de vida-mort-renaixement, a la manera de Jesucrist, amb la importància de la unió i l'empatia. És molt important per als merceristes compartir els seus sentiments. Creuen que si una persona té un sentiment de felicitat és immoral que se'l guardi per a si mateixa i no es fongui amb Mercer en acte de gratitud. De la mateixa manera, una persona que se senti deprimida pot pal·liar la seva depressió fonent-se amb Mercer. Quan una persona es "fon" a través de la caixa comparteix els seus sentiments amb tots els altres. Així, si una persona té un sentiment de dol, totes les altres podran sentir una part d'aquest patiment, de la mateixa manera amb l'alegria o la felicitat. Una conversa entre Rick i la seva esposa sobre aquesta experiència, resulta especialment esclaridora (pàg. 179):
| «                                                      | «Una vegada em va passar: em vaig fondre i algú acabava d'adquirir un animal. I un altre dia —els seus trets es van enfosquir un instant; el plaer s'havia dissipat—, vaig sentir una persona l'animal de la qual havia mort. D'altres tenien alegries a compartir... Jo no en tenia cap, com saps; però això va reanimar aquesta persona. Hom pot arribar fins a un suïcida en potència; el que hom té, que hom sent, pot... —Ells rebran la nostra alegria —va replicar en Rick—, però nosaltres canviarem el que sentim pel que ells senten i la perdrem. [...] —No perdrem realment el que sentim, si ho tenim clarament en l'esperit. Mai no has sentit del tot la fusió, veritat, Rick?». | » |
| — Philip K. Dick, Els androides somien xais elèctrics? | |   |

Segons la llegenda, Mercer tenia el poder de reviscolar animals morts, però els funcionaris locals van usar cobalt radioactiu per anul·lar la part del seu cervell que tenia aquesta habilitat. Això va forçar Mercer a entrar al «món tomba» (tomb world). Ell s'esforça per revertir la putrefacció, la decadència del «món tomba» i ascendir de nou la terra escalant una immensa costa. Els seus adversaris li llancen roques al llarg del camí, fins que Mercer assoleix el cim, i el cicle torna a començar una altra vegada. Els usuaris de les caixes d'empatia, en utilitzar-la, reviuen en carn pròpia l'etern ascens de Mercer i senten com les pedres els colpeixen, igual com van colpir Mercer.

## Personatges

### Rick Deckard
Personatge que creix durant l'obra. Des d'un principi està molt segur de les seves accions fins que coneix a Rachael. S'ho planteja tot: els seus animals, el seu ofici i la seva muller. Evoluciona cap a una nova forma de pensar el món.

### Rachael Rosen
És un androide que pertany a la Rosen Association amb l'aparença d’una noia de divuit anys. Té els cabells llargs, espès i negre. És un dels nous models Nexus-6, molt més complexes que els anteriors, ja que mostren una capacitat de raonar superior a la resta.
És molt llesta, fa dubtar al mateix Rick de la seva professió encara que la seva dona, Iran Deckard, ja ho havia fet abans dient-li en el primer capítol: "ets un assassí contractat per la policia". Encara que en un principi se'ns presenta com un ésser fred i calculador, arriba a sentir-se confosa per la seva recent empatia cap a un altre androide. El seu paper es fer que Rick es confongui i repensi el que creia cegament, mitjançant les paraules o aprofitant l'atracció que ell sent per ella.

### Iran Deckard
És humana i és la dona de Deckard. Del seu aspecte, l'autor descriu que té els ulls grisos, però apagats i és pàl·lida. Iran és el personatge més empàtic.
No apareix gaire a la novel·la, però quan ho fa sempre és per parlar dels seus ideals, del mercerisme i de la caixa d'empatia. En Rick mai entendrà la connexió que ella arriba a sentir amb la caixa i li arribarà a dir que si no l'entén és perquè mai l'ha arribat a sentir en primer lloc.
El seu paper és oposat al de Rachael Rosen, cadascuna és el contrari de l'altre i en Rick es troba al mig d'ambdues. Mentre que Rachael es calculadora, Iran és sentimental i és deixa portar per les emocions, encara que aquestes són introduïdes amb un codi.

### Pris Stratton
És un androide del nou model Nexus-6. Es descriu com un model semblant aparentment a Rachael Rosen. És calculadora com Rachael, com tots els androides. No sent cap empatia per Isidore, home que viu al mateix edifici abandonat. Pot veure com a ell li agrada ella, pel fet de ser el primer contacte en molt temps o per l'atracció física. Tot i això, en el moment de la lluita amb Rick demana a Isidore que faci qualsevol cosa per salvar-la, encara que el que proposi pugui arribar a matar Isidore. Segueix el model d'actuació dels altres androides.

### Isidore
Té prohibit emigrar a Mart perque ha estat contaminat per la pols radioactiva. És indiferent a tota l'obra. El seu moment de màxima reflexió és quan sap que Mercer, l'icona del mercerisme i la caixa d'empatia, són un aparell barat de Hollywood, tot i això fa el que havia fet fins aleshores, ajudar els androides. Sap que aquests només el volen perquè és útil però pensa en ells com amics. El fet d'estar sol li ha distorsionat la imatge d'amistat.

## Temes principals

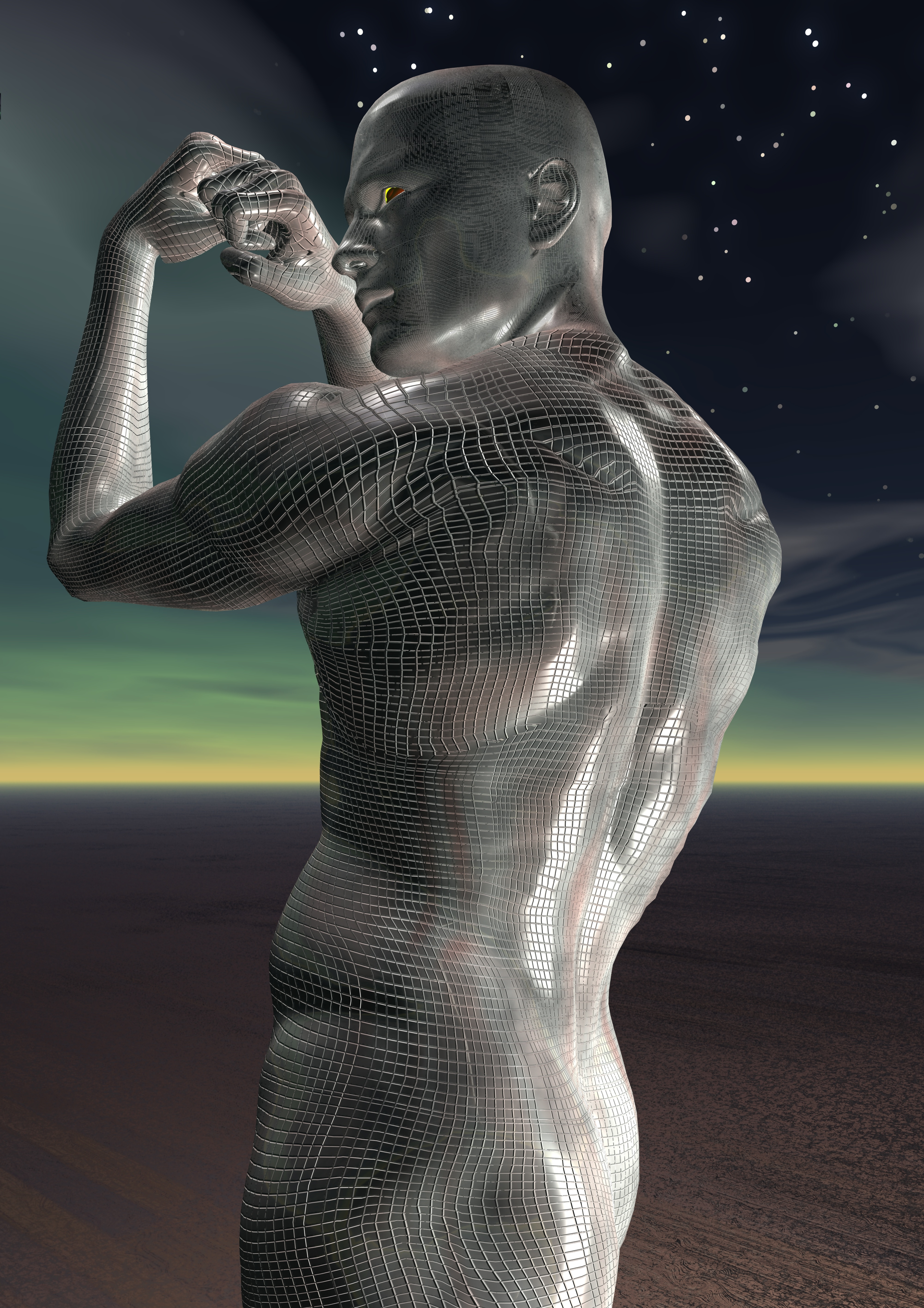
Els androides Nexus-6 de Els androides somien xais elèctrics? són indistingibles físicament d'un ésser humà.

Hi ha dos temes principals: el tema religiós del mercerisme i la relació entre homes i androides. Però ambdós temes van tan estretament lligats que desemboquen en un únic tema: la realitat.

### La realitat
La novel·la destaca la idea d'unió espiritual entre tots els éssers humans a través d'una màquina amb la qual els sentiments de cada persona són compartits per la resta. És curiós, malgrat tot, que per a aconseguir aquesta unitat els éssers humans hagin de recórrer a una màquina i que, en un moment de la novel·la, apareix la teoria que Mercer pugui ser un impostor. Així s'enfonsa en la idea que tot el que sembla real per als humans és quelcom fals, com passa en el cas dels androides. D'altra banda, en molts aspectes, els objectes artificials són més perfectes que no pas els reals, ja que no degeneren: els animals elèctrics no emmalalteixen i els androides humans semblen més conscients de la importància del concepte d'humanitat que els mateixos homes.
A la novel·la és difícil d'establir els límits entre el que és real i el que no ho és. La dificultat amb la qual es troba el protagonista a l'hora de distingir els humans dels androides és una prova d'aquesta confusió entre la realitat i la ficció. Així, el mercerisme mateix triomfa pel culte del fals: sensacions falses que ajuden a evadir-se de la realitat, la probable falsedat de Mercer... El somni de realitat del protagonista, identificat amb la seva necessitat d'un animal viu, es perd en el no-res. De nou l'irreal s'imposa al real. Qui és viu, és condemnat a morir i a degenerar; qui no és viu continuarà allà per sempre.
Hi ha altres temes interessants:

### Falses jerarquies i Divisions de la Vida
A la terra de la Post Guerra Terminal, les formes de vida real i artificial estan dividides en jerarquies. Als animals se'ls considera enormement preciosos, els humans reben menys consideració i els androides són simplement insignificants. Després d'una trobada sexual, Rachael explica a en Deckard: «A aquesta cabra […] la vols més que a mi. I probablement més que a la teva esposa». (Pàg. 205)
Els tres grups també estan subdividits. El catàleg Sydney dona el valor exacte de cada animal; els humans estan dividits entre aquells que poden emigrar fora de la terra i aquells que, per defectes genètics produïts majoritàriament per la pols radioactiva, no (els dits «especials» o «caps de pardals»); i les empreses creen contínuament nous models d'androide superiors als anteriors.
Tanmateix, aquesta classificació té molts defectes, especialment entre humans i androides. Els últims models d'androide són més intel·ligents que algunes classes d'humans. Isidore reconeix sovint els 3 androides que viuen amb ell com "éssers superiors". L'empatia és el tret que definitivament separa aquests humans dels androides. Tanmateix, Deckard nota que, per a realitzar el seu treball, els caçadors d'«andrills» no han de sentir empatia cap a ells; així, la superioritat amb els androides que cacen és qüestionable.

### L'imprecís límit entre el natural i l'artificial
Dues de les «persones» més respectades de la terra podrien ser creacions artificials: l'amic Buster i Wilbur Mercer. Buster, que fa 23 hores de televisió i ràdio al dia i sovint es burla del mercerisme, revela en un dels seus programes que les visions que es mostren a la caixa d'empatia podrien ser velles pel·lícules de Hollywood, protagonitzades per un actor alcohòlic. Segons aclareix un dels androides rebels, l'actitud de Buster és perquè ell mateix és un androide. I Mercer podria ser tan sols un programa de computadora o un androide, ja que ell, igual que Buster, ostenta l'aparent immortalitat i resistència infinita a la fatiga que li permeten de renovar-se contínuament: caure al "món tomba" per a després tornar a elevar-se.
Un altre dels fets en els quals es reflecteix aquesta dificultosa diferenciació és en el fet de l'existència d'animals elèctrics que substitueixen animals vertaders i semblen sentir i viure com ells, i envers els quals els seus mestres tenen sentiments com si fossin mascotes veritables. A més, les escapades clandestines dels androides cap a la terra revelen que ells tenen una capacitat per desitjar i imaginar una vida millor per a si mateixos. Això es mostra clarament en el personatge de Luba Luft, l'androide cantant d'òpera. Els androides, tot i que no tenen sentiments d'empatia, tenen somnis, desigs, por de la mort; tanmateix no són considerats d'aquesta manera pels humans.
Mentre que els androides lluiten per una verdadera satisfacció, molts éssers humans depenen de mitjans artificials per a experimentar sentiments o felicitat, com l'Òrgan d'Ànims Penfield. «La majoria dels androides que he conegut tenien més desig de viure que la meva esposa», pensa Deckard (Pàg. 103).

### Decadència i Renovació

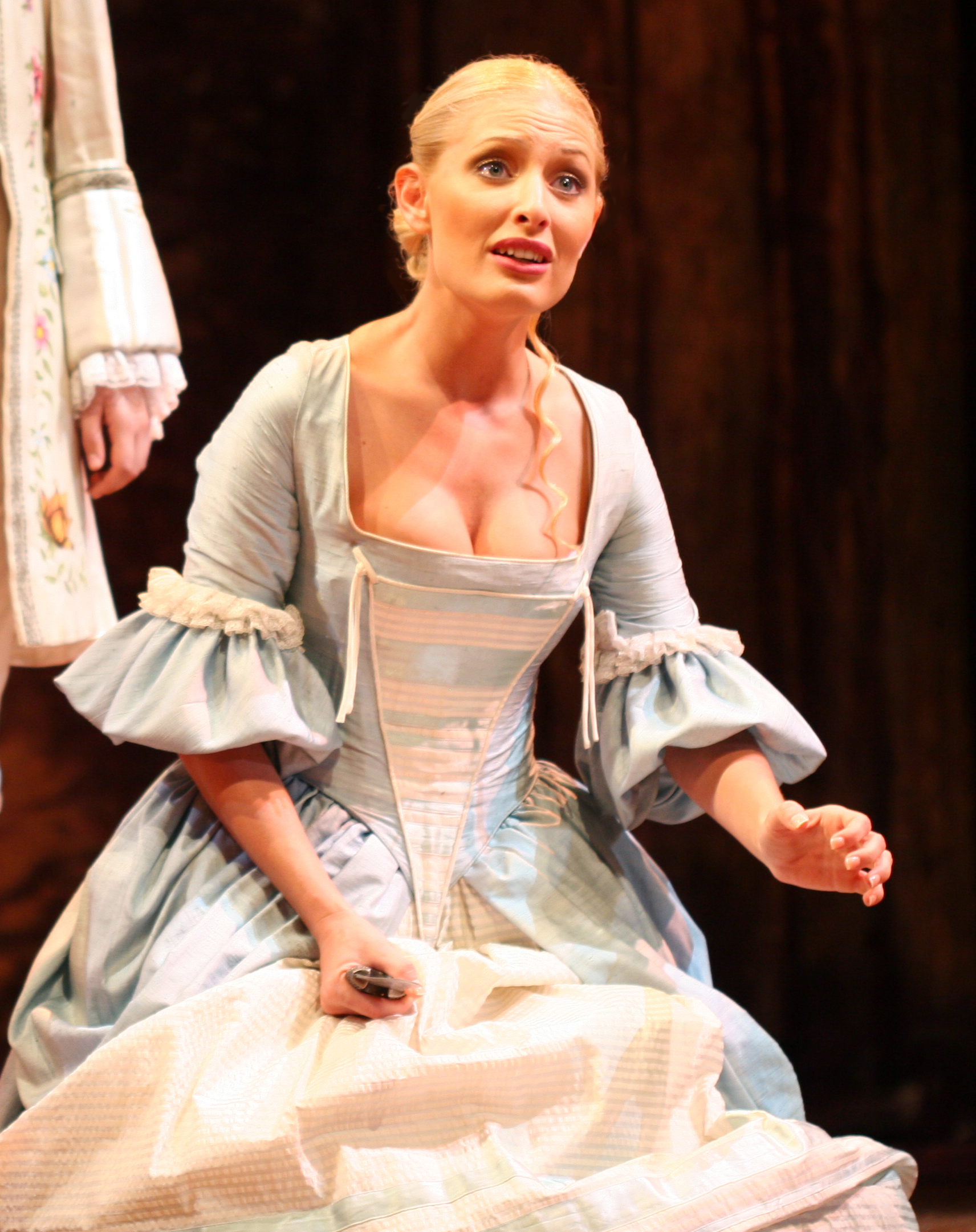
Luba Luft és Pamina en una representació de La flauta màgica a l'Òpera de San Francisco.

Les forces oposades de la decadència i la renovació juguen un rol molt important en aquest llibre. Això es veu clarament en l'al·legoria de Mercer, qui posseeix l'habilitat de ressuscitar la vida i que contínuament està tornant a enfonsar-se al "món tomba" per a després ressuscitar i tornar a escalar la costa. També es pot veure en la lenta agonia de la Terra, que és on està ambientada la història.
El món d'Els androides somien xais elèctrics? és un món gris desolat, ple de silenciosos apartaments buits en progressiva ruïna, on tot sembla deteriorar-se minut a minut, ja que la terra s'està abandonant: la gent cerca emigrar i l'ONU promou que les persones abandonin el planeta. D'aquesta manera, el planeta va quedant cada vegada més buit i «kippelitzat».
«Kippel» és el terme usat per als objectes no desitjats o inútils que tendeixen a reproduir-se a si mateixos.
| «                                                      | «Kippel són els objectes inútils, les cartes de propaganda, les capses de llumins després que s'ha gastat l'última, l'embolcall del diari del dia anterior. Quan no hi ha gent el Kippel es reprodueix […] cada vegada n'hi ha més». | » |
| — Philip K. Dick, Els androides somien xais elèctrics? | |   |

La primera regla del Kippel és: el Kippel expulsa el No-Kippel. Altres termes referits al Kippel són: Kippelitzat, factor Kippel i Kippelització. Un apartament pot veure's infestat de Kippel.

Com explica Isidore (Pàg. 74): 
| «                                                      | «Ningú no pot vèncer el Kippel, excepte, potser, en forma temporal i en un moment determinat, com el meu apartament [...]. Però algun dia me n'aniré, o moriré, i llavors el Kippel tornarà a dominar-ho tot. Tot l'univers avança cap a una fase final d'absoluta Kippelització». | » |
| — Philip K. Dick, Els androides somien xais elèctrics? | |   |

Deckard veu la inevitable decadència del món i el seu propi paper en aquesta mentre veu Luba Luft cantar en l'assaig de «La Flauta Màgica» (Pàg. 106):
| «                                                      | «Aquest assaig acabarà, la representació també, els cantants moriran i finalment l'última partitura de la música serà destruïda d'una manera o una altra, el nom de Mozart s'esvairà i la pols haurà vençut, si no és en aquest planeta en qualsevol altre. Sols podem escapar-nos per una estona. I els "andrills" poden escapar de mi, i sobreviure una estona més. Però els atraparé o ho farà un altre caçador de bonificacions. En certa manera -va observar-, jo sóc part del procés de destrucció antròpica. La Rosen Association crea i jo destrueixo. O almenys, això els ha de semblar als androides». | » |
| — Philip K. Dick, Els androides somien xais elèctrics? | |   |

## Diferències entre la novel·la i la pel·lícula
La trama i caracteritzacions de la novel·la són diferents de les de la seva adaptació al cinema, Blade Runner. Les diferències essencials són:
- El film transcorre l'any 2019 mentre que la novel·la transcorre el 1992.
- El film transcorre a la ciutat de Los Angeles, mentre que la novel·la a San Francisco.
- L'Òrgan d'ànims Penfield, les caixes-capses d'empatia, l'«amic Buster» i el mercerisme, tots aspectes claus i importants de la novel·la, no són esmentats a la pel·lícula.
- En la versió original de la pel·lícula, Deckard és divorciat i no casat. La seva relació amb Rachael és més romàntica i, a la pel·lícula original, hi ha una relació sexual. En la versió del director, en canvi, on se suposa que Deckard és un androide, ell i Rachael també tenen una aventura, però no es fa menció d'una esposa o un divorci de Deckard.
- A la pel·lícula no hi ha pols a l'atmosfera, mentre que a la novel·la n'hi ha constantment. La pols és radioactiva, i els personatges masculins a la novel·la han d'usar protectors genitals de plom per a evitar ser estèrils.
- A la pel·lícula, Deckard és retirat, mentre que al llibre continua exercint com a caçador de bonificacions.
- A la pel·lícula, els caçadors d'androides són coneguts com a Blade Runners. Al llibre no s'esmenta en absolut aquesta denominació.
- Els androides són anomenats «replicants» a la pel·lícula, mentre que al llibre els esmenta sovint com «andrills».
- A la pel·lícula, Luba Luft és una espècie de ballarina exòtica. A la novel·la, és una cantant d'òpera talentosa i jove que Deckard admira. Quan és assassinada per Phil Resch, un altre caçador de bonificacions, Rick pensa molt en el fet que el món havia estat privat d'una veu tan bonica com la de Luba.

| «                                                      | «Luba era una cantant meravellosa, tothom podia gaudir dels seus dots. Això és una bogeria». | » |
| — Philip K. Dick, Els androides somien xais elèctrics? |                                                                                              |   |

Aquesta angoixa no s'esmenta al film, encara que pot aparèixer implícita a través de la música i els efectes de càmera.
- A la novel·la, els androides semblen «donar-se per vençuts» quan es troben amb una mort que sembla inevitable, mentre que a la pel·lícula són més combatius. A més, els androides són molt menys agraciats combatent a la novel·la que a la pel·lícula, on les escenes de lluita són més dramàtiques.
- Roy, el líder dels androides rebels, no força una confrontació a mort amb el seu creador al llibre. En aquest, es manté amagat a l'apartament d'Isidore, fins que Deckard el cercarà per a «retirar-lo».
- A la novel·la, Rachael i Pris són físicament idèntiques. Al film no ho són: ambdues són interpretades per dues actrius molt diferents: Sean Young i Daryl Hannah.
- Al llibre, Isidore és un «cap de pardals», una persona considerada subintel·ligent, un anormal, de manera que no se li permet emigrar. A la pel·lícula es diu Sebastian i és un brillant dissenyador d'androides que no pot emigrar a causa d'un desordre hormonal que el fa envellir més ràpidament.
- La pel·lícula deixa flotant la pregunta de si Deckard és o no un androide. Al llibre, Deckard sembla un humà. Aconsegueix passar el test de Voight-Kampff, encara que durant la mateixa novel·la es posa en dubte la fiabilitat de la prova.
- A la novel·la, els androides viuen una mitjana de 4 anys, ja que les seves cèl·lules no poden ser substituïdes a mesura que es deterioren. El film Blade Runner descriu els 4 anys de vida més com una mesura de seguretat que com un problema metabòlic, ja que es mira d'assegurar que els androides no visquin prou per a assolir un grau més gran d'«humanitat».
- A la novel·la el planeta ha perdut la major part de la població mundial a causa de la guerra i la posterior fugida a les colònies de Mart, a la pel·lícula la ciutat de Los Angeles és presentada com una metròpoli amb milions d'habitants. A la novel·la, edificis de milers d'apartaments són buits o en molts casos només hi viuen un centenar de persones. És un punt de discordança molt important respecte del film.

Malgrat aquestes diferències, nombroses edicions posteriors a 1982 es van publicar sota el nom de Blade Runner (en algunes apareix amb nom més petit, i en segon pla el verdader títol de la novel·la). Això obeeix a l'èxit de la pel·lícula i a raons de màrqueting, ja que el nom Blade Runner és més curt i senzill de recordar que «Els androides somien xais elèctrics?».

## Premis
- (1968) Nominat als premis Nebula, categoria Novel·la
- (1998) «Locus Poll Award», la millor novel·la de ciència-ficció anterior a 1990 (Lloc: 51)